# Долна Джумая (дем)
 Тази статия е за административната единица.  За селото, което е неин център, вижте Долна Джумая.  
Долна Джумая (на гръцки: Δήμος Ηρακλείας, Димос Ираклияс) е дем в област Централна Македония на Република Гърция. Демът обхваща 26 села в Източна Македония. Център на дема е село Долна Джумая (Ираклия).

## Селища
Дем Долна Джумая е създаден на 1 януари 2011 година след обединение на три стари административни единици – демите Долна Джумая, Орляк и Просеник по закона Каликратис.

### Демова единица Долна Джумая
Според преброяването от 2001 година дем Долна Джумая има население от 13 173 души. В дема влизат следните демови секции и населени места:
- Демова секция Долна Джумая

- село Долна Джумая (или Баракли Джумая, Сярска Джумая, на гръцки Ηράκλεια, Ираклия)
- село Долап (Дулап, Σαρακατσαναίικο, Саракацанейко)

- Демова секция Баракли

- село Баракли (Βαλτερό, Валтеро)

- Демова секция Елшан

- село Елшан (или Елшен, Καρπερή, Карпери)

- Демова секция Ерникьой

- село Ерникьой (Ποντισμένο, Пондисмено)
- село Симона (Σιμώνας, Симонас, катаревуса Σιμών, Симон)

- Демова секция Каяли

- село Каяли (Λιθότοπος, Литотопос)

- Демова секция Орманли

- село Орманли (Δασοχώρι, Дасохори)
- село Чавдар (Ψωμοτόπι, Псомотопи)

- Демова секция Пурлида

- село Пурлида (или Порлида, Λιμνοχώρι, Лимнохори, от 1927 до 1955 Κογχύλια, Конхилия)

- Демова секция Спатово

- село Спатово (Κοίμηση, Кимиси)

- Демова секция Хазнатар

- село Хазнатар (Χρυσοχώραφα, Хрисохорафа)

На територията на демовата единица са и днес изселените села Али паша, Бурсук, Бахтияр и Мантар.

### Демова единица Орляк
Според преброяването от 2001 година дем Орляк (Δήμος Στρυμωνικού) има население от 4775 души. В дема влизат следните демови секции и населени места:
- Демова секция Орляк

- село Орляк (Στρυμώνικό, Стримонико)

- Демова секция Драгош

- село Драгош (Ζευγολατειό, Зевголатио)

- Демова секция Коприва

- село Коприва (Χείμαρρος, Химарос)

- Демова секция Салтъкли

- село Салтъкли (Καλόκαστρο, Калокастро)
- село Башкьой (Κεφαλοχώρι, Кефалохори)

- Демова секция Сякавец (721)

- село Сякавец (или Секавец, Λιβαδοχώρι, Ливадохори)
- село Долно Караджово (Βαρικό)

- Демова секция Турица

- село Турица (или Троица, Τριάδα, Триада)

### Демова единица Просеник
Според преброяването от 2001 година дем Просеник (Δήμος Σκοτούσσης) има население от 5389 души. В дема влизат следните демови секции и населени места:
- Демова секция Просеник

- село Просеник (Σκοτούσσα, Скотуса)

- Демова секция Кула

- село Кула (Παλαιόκαστρο, Палеокастро)

- Демова секция Кумлия

- село Кумлия (или Кумли, Αμμουδιά, Амудия)

- Демова секция Кюприя

- село Кюприя (или Кюпри, Γεφυρούδι, Гефируди)

- Демова секция Мелникич

- село Мелникич (Μελενικίτσι, Меленикици)

- Демова секция Топалово

- село Топалово (Νέα Τυρολόη, Неа Тиролои)